# Qualificazioni alla Coppa del Mondo di rugby 2007 - Americhe
Le qualificazioni americane alla Coppa del Mondo di rugby 2007 si tennero tra il 2004 e il 2006 e riguardarono 19 squadre nazionali, 11 delle quali dal Nord America e Caraibi e 8 dal Sudamerica; organizzatori dei tornei furono rispettivamente il NACRA e la CONSUR.
Fino al turno di spareggio le qualificazioni procedettero separatamente, nel senso che ognuno dei due continenti espresse una qualificata ciascuno; lo spareggio avvenne tra le seconde classificate di ogni zona per determinare sia la terza squadra delle Americhe da qualificare alla Coppa del Mondo sia quella da inviare ai ripescaggi.
Per quanto riguarda il Nord America e i Caraibi, il primo turno coincidette con la disputa del campionato caraibico 2005 la cui vincitrice affrontò in un girone all'italiana le due nordamericane, Canada e Stati Uniti, per l'accesso diretto alla Coppa.
La zona di qualificazione sudamericana, invece, si appoggiò in parte a due edizioni del campionato sudamericano "B", quelle del 2004 e del 2005, e all'ultimo turno al Sudamericano "A" del 2006, al quale partecipavano di diritto Argentina e Uruguay.
A qualificarsi direttamente furono, per la zona nordamericana il Canada e, per quella sudamericana, l'Argentina.
Lo spareggio tra le seconde riguardò Stati Uniti e Uruguay e fu vinto dai primi, lasciando all'Uruguay la destinazione dei ripescaggi.

## Criteri di qualificazione
- Primo turno
  - America del Nord e Caraibi (giugno ― ottobre 2005): esso coincise con la disputa del campionato caraibico 2005: nove squadre, ridotte a otto dopo un turno preliminare, divise in due gironi da quattro ciascuna, con finale unica tra le vincitrici dei due gironi; la squadra campione caraibica accedette direttamente al terzo turno nel girone finale nordamericano[1].
  - America del Sud (ottobre ― novembre 2004): esso riguardava tre squadre del Sudamericano "B" 2004 (Brasile, Colombia e Perù) più il Venezuela, che disputava in quella stagione il Sudamericano "A". Gli incontri tra le prime tre squadre valsero sia come gare di qualificazione alla Coppa del Mondo sia per il torneo continentale; dopo il Sudamericano furono disputati gli incontri con il Venezuela. La prima classificata di tale competizione accedette al secondo turno[1].
- Secondo turno (ottobre 2005): esso riguardò solo l'America del Sud e si sovrappose al Sudamericano "B" 2005; vide infatti all'opera Cile e Paraguay più la squadra qualificata dal turno precedente affrontarsi in un girone all'italiana; la vincitrice di tale girone accedette al terzo turno[1].
- Terzo turno:
  - America del Nord e Caraibi (giugno ― agosto 2006): Canada, Stati Uniti e la squadra campione dei Caraibi del 2005 si affrontarono in un girone all'italiana. La prima classificata accedette direttamente alla Coppa del Mondo, la seconda allo spareggio continentale.
  - America del Sud (luglio 2006): il girone finale di qualificazione fu il Sudamericano "A" 2006 cui partecipava, oltre alle qualificate di diritto Argentina e Uruguay, anche la squadra sudamericana uscente dal secondo turno. Le squadre si affrontarono in un girone all'italiana. La campione sudamericana accedette alla Coppa del Mondo, la seconda andò allo spareggio contro la seconda nordamericana.
- Spareggio (settembre ― ottobre 2006): incontro in gara doppia tra le migliori delle non qualificate della zona centro-nordamericana e quella sudamericana. La squadra vincente lo spareggio accedette alla Coppa del Mondo come terza americana, la perdente fu destinata ai ripescaggi interzona.

## Situazione prima degli incontri di qualificazione
| Primo turno | Secondo turno                                                       | Terzo turno | Spareggio                                              | Qualificate |
| --- | ------------------------------------------------------------------- | --- | ------------------------------------------------------ | --- |
| Campionato caraibico 2005: - Bahamas - Barbados - Bermuda - Isole Cayman - Guyana - Giamaica - Saint Lucia - Saint Vincent e Grenadine - Trinidad e Tobago Sudamericano “B” 2004: - Brasile - Colombia - Perù Fuori torneo: - Venezuela | Sudamericano “B” 2005: - Cile - Paraguay - Qualificata dal 2º turno | America del Nord e Caraibi: - Canada - Stati Uniti - Qualificata dal 1º turno Sudamericano “A” 2006: - Argentina - Uruguay - Qualificata dal 2º turno | - 2ª Nord America e Caraibi - 2ª Sudamericano “A” 2006 | Qualificate direttamente: - Vincitrice Nord America e Caraibi - Vincitrice Sudamericano “A” 2006 - Vincitrice spareggio Ai ripescaggi: - Sconfitta spareggio |

## Primo turno

### America del Sud
| Data       | Incontro             | Risultato | Sede      |
| ---------- | -------------------- | --------- | --------- |
| 10-10-2004 | Brasile ― Perù       | 73–3      | San Paolo |
| 13-10-2004 | Brasile ― Colombia   | 74–0      | San Paolo |
| 16-10-2004 | Perù ― Colombia      | 10–15     | San Paolo |
| 6-11-2004  | Perù ― Venezuela     | 22–32     | Lima      |
| 13-11-2004 | Colombia ― Venezuela | 27–31     | Medellín  |
| 30-11-2004 | Venezuela ― Brasile  | 5–11      | Caracas   |

|  | Classifica | G | V | N | P | P+  | P-  | diff. | PT |
|  | ---------- | - | - | - | - | --- | --- | ----- | -- |
|  | Brasile    | 3 | 3 | 0 | 0 | 158 | 8   | +150  | 9  |
|  | Venezuela  | 3 | 2 | 0 | 1 | 68  | 60  | +8    | 7  |
|  | Colombia   | 3 | 1 | 0 | 2 | 42  | 115 | -73   | 5  |
|  | Perù       | 3 | 0 | 0 | 3 | 35  | 120 | -85   | 3  |

### Esito del primo turno
- Barbados: qualificato al terzo turno per la zona Nord- e centroamericana
- Brasile: qualificato al secondo turno per la zona sudamericana

## Secondo turno

### America del Sud
| Data       | Incontro           | Risultato | Sede      |
| ---------- | ------------------ | --------- | --------- |
| 1-10-2005  | Paraguay ― Brasile | 45–8      | Asunción  |
| 8-10-2005  | Cile ― Paraguay    | 36–22     | Santiago  |
| 15-10-2005 | Brasile ― Cile     | 13–57     | San Paolo |

|  | Classifica | G | V | N | P | P+ | P-  | diff. | PT |
|  | ---------- | - | - | - | - | -- | --- | ----- | -- |
|  | Cile       | 2 | 2 | 0 | 0 | 93 | 35  | +58   | 6  |
|  | Paraguay   | 2 | 1 | 0 | 1 | 67 | 44  | +23   | 4  |
|  | Brasile    | 2 | 0 | 0 | 2 | 21 | 102 | -81   | 2  |

### Esito del secondo turno
- Cile: qualificato al terzo turno per la zona sudamericana

## Terzo turno
Il girone nordamericano fu, in pratica, uno spareggio tra Canada e Stati Uniti, essendo i campioni caraibici delle Barbados troppo deboli per poter impegnare le due nazionali continentali: le Barbados, infatti, all'epoca contavano su solo 31 praticanti; l'incontro tra la Nazionale caraibica e il Canada si tenne sul prato centrale dell'ippodromo Garrison Savannah della capitale Bridgetown durante lo svolgimento di alcune corse di cavalli sulla pista intorno al campo.
I canadesi si imposero per 69-3; i barbadiensi persero anche più nettamente a Santa Clara contro gli Stati Uniti, per 3-91.
Nel decisivo incontro tra Stati Uniti e Canada, che si tenne a Saint John's a Terranova, la formazione di casa vinse 56-7, qualificandosi direttamente e costringendo la Nazionale a stelle e strisce ad affrontare lo spareggio contro la vicecampione sudamericana.
Per quanto riguarda l'America del Sud, invece, l'Argentina rispettò la tradizione che la vuole da sempre imbattuta nel torneo continentale, e vinse a punteggio pieno qualificandosi direttamente alla Coppa del Mondo lasciando la seconda classificata, l'Uruguay, a disputarsi il posto per la terza americana contro gli Stati Uniti nel doppio confronto da disputarsi tra l'ottobre e il novembre successivo.

### America del Nord e Caraibi
| Arbitro: | Malcolm Changleng |

|             |      | |
|             | mt   | 4’, 37’, 40+3’ Pritchard 21’ R. Smith 27’, 56’ Stephen 40’ Pyke 70’, 80+1’ v.d. Merwe 75’ Mensah-Coker 78’ Kleeberger |
|             | tr   | 4’, 21’, 37’, 40’, 40+3’, 70’, 80+1’ Pritchard                                                                        |
| 42’ Johnson | c.p. | |

| Arbitro: | David Changleng |

| |    |  |
| 3’, 51’ Bell 5’, 35’, 72’ Hullinger 21’, 33’, 39’ Eloff 24’ Clever 41’ Barnard 43’ Emerick 62’, 65’ Esikia | mt |  |
| 3’, 5’, 21’, 24’, 33’, 35’, 39’, 41’, 43’, 51’, 62’, 65’, 72’ Hercus                                       | tr |  |

| Arbitro: | Christophe Berdos |

|                                                                  |    |            |
| 6’ Pyke 14’ Snow 26’ Stephen 47’, 52’, 75’ Pritchard 72’ Daypuck | mt | 60’ Clever |
| 6’, 14’, 26’, 47’, 52’, 75’ Pritchard                            | tr | 60’ Hercus |

### Classifica
|  | Squadra     | G | V | N | P | P+  | P-  | diff. | PT |
|  | ----------- | - | - | - | - | --- | --- | ----- | -- |
|  | Canada      | 2 | 2 | 0 | 0 | 125 | 10  | +115  | 6  |
|  | Stati Uniti | 2 | 1 | 0 | 1 | 98  | 56  | +42   | 4  |
|  | Barbados    | 2 | 0 | 0 | 2 | 3   | 160 | -157  | 2  |

### Esito del terzo turno
- Argentina e Canada: qualificate alla Coppa del Mondo
- Stati Uniti e Uruguay: al turno di spareggio

## Turno di spareggio
Lo spareggio vide di fronte Stati Uniti e Uruguay; quest'ultimo era imbattuto in casa dal 1993 per quanto riguardava gli incontri di qualificazione alla Coppa del Mondo, ma gli americani vinsero a Montevideo nel primo dei due incontri per 42-13 e ipotecarono la qualificazione; nel ritorno, allo stadio dell'Università di Stanford a Palo Alto, vinsero 33-7 e formalizzarono l'accesso alla Coppa del Mondo; la formazione sudamericana fu destinata ai ripescaggi intercontinentali.
| Arbitro: | George Clancy |

|                   |      |                                                |
| 26’ Campomar      | mt   | 40’ Emerick 54’, 68’, 79’ Hullinger 58’ Clever |
| 26’ Menchaca      | tr   | 54’, 58’, 68’, 79’ Hercus                      |
| 2’, 18’ Menchacha | c.p. | 15’, 36’, 69’ Hercus                           |

| Arbitro: | Rob Debney |

|                                  |      |              |
| 10’, 37’ Emerick 73’, 76’ Esikia | mt   | 16’ Menchaca |
| 10’, 76’ Hercus                  | tr   | 16’ Menchaca |
| 3’, 20’, 61’ Hercus              | c.p. |              |

### Esito del turno di spareggio
- Stati Uniti: qualificati alla Coppa del Mondo
- Uruguay: ai ripescaggi interzona

## Quadro generale delle qualificazioni
In grassetto le squadre qualificate al turno successivo
| Primo turno | Secondo turno                                      | Terzo turno | Spareggio               | Qualificate |
| --- | -------------------------------------------------- | --- | ----------------------- | --- |
| Campionato caraibico 2005: - Bahamas - Barbados (al 3º turno) - Bermuda - Isole Cayman - Guyana - Giamaica - Saint Lucia - Saint Vincent e Grenadine - Trinidad e Tobago Sudamericano “B” 2004: - Brasile - Colombia - Perù Fuori torneo: - Venezuela | Sudamericano “B” 2005: - Cile - Paraguay - Brasile | America del Nord e Caraibi: - Canada - Stati Uniti - Barbados Sudamericano “A” 2006: - Argentina - Uruguay - Cile | - Stati Uniti - Uruguay | Qualificate direttamente: - Argentina (Americhe 1) - Canada (Americhe 2) - Stati Uniti (Americhe 3) Ai ripescaggi: - Uruguay |